# Edmund Bąk
Edmund Bąk (ur. 4 października 1922 w Komorowie, zm. 4 lutego 2016 w Szczecinie) – polski ekonomista, działacz żeglarski, uczestnik regat żeglarskich, dyrektor Morskiej Stoczni Jachtowej im. Leonida Teligi w latach 1966–1980.

## Życiorys
Był absolwentem Akademii Handlowej w Poznaniu (obecnie Uniwersytet Ekonomiczny w Poznaniu) oraz Wydziału Inżynieryjno-Ekonomicznego Politechniki Szczecińskiej. W latach 1945–1951 był urzędnikiem urzędów wojewódzkich kolejno w Gdańsku i Szczecinie przyczyniając się między innymi do powstania Liceum Felczerskiego w Szczecinie w 1947 roku. W latach 1951–1955 piastował funkcję naczelnika Wydziału Zdrowia Miejskiej Rady Narodowej w Szczecinie, natomiast w latach 1955–1966 był członkiem Prezydium Miejskiej Rady Narodowej w Szczecinie.
W latach 1966–1980 piastował funkcję dyrektora Morskiej Stoczni Jachtowej im. Leonida Teligi. W tym okresie powstał między innymi s/y Polonez na którym Krzysztof Baranowski opłynął dookoła świat w latach 1972–1973, a w 1973 wprowadzono nową technologię budowy jachtów z laminatów poliestrowo-szklanych

## Wybrane odznaczenia
- Krzyż Kawalerski Orderu Odrodzenia Polski (1967)
- Złoty Krzyż Zasługi (1965)
- Brązowy Medal „Za zasługi dla obronności kraju” (1977)
- Medal za Długoletnie Pożycie Małżeńskie (1997)

## Źródła
- Edmund Bąk: Wspomnienie o ś.p. Przyjacielu Żeglarzy.... zagle.com.pl. [dostęp 2016-02-09].